# Münchner Verkehrsgesellschaft
Münchner Verkehrsgesellschaft, MVG, är ett kollektivtrafikbolag i München. Företaget bildades 2001, och kör buss, spårvagn och tunnelbana. 2011 reste totalt 522 miljoner människor med företagets fordon.

## Övrigt
- Den 28 oktober 2007 invigdes MVG Museum i stadsdelen Ramersdorf, ett museum med kollektivtrafik som tema.